# تیم جکو
تیم جکو (به انگلیسی: Tim Jecko) (زادهٔ ۲۴ ژانویهٔ ۱۹۳۸) شناگر اهل ایالات متحده آمریکا است.